# Campionato romano di guerra 1944-1945
Il Campionato romano di guerra 1944-1945, più propriamente Campionato Romano misto di Divisione Nazionale, è stato il secondo ed ultimo dei campionati disputati nel territorio laziale durante la Seconda guerra mondiale. Iniziò il 20 gennaio 1945 e terminò il 20 maggio 1945. Ad aggiudicarsi il titolo fu la Roma.
Il campionato romano di guerra faceva parte del campionato misto di Divisione Nazionale 1944-1945 e metteva in palio tre posti per le finali interregionali per l'assegnazione del titolo di Campione dell'Italia Liberata. Tuttavia problemi organizzativi (tra cui l'eccessivo protrarsi dei campionati regionali) impedirono l'effettuazione delle finali interregionali (a cui avrebbero dovuto partecipare sedici squadre centromeridionali).

## Stagione
All'inizio della stagione 1944-1945 la FIGC dell'Italia Liberata decise di organizzare un "Campionato Nazionale Misto" al quale avrebbero partecipato di diritto le squadre di Divisione Nazionale (Serie A, B e C) con l'eventuale ammissione in soprannumero di squadre di Prima Divisione a completamento degli organici. Per motivi logistici la prima fase del campionato di Divisione Nazionale Misto sarebbe stata organizzata dai Comitati Regionali con le migliori squadre di ogni regione che si sarebbero qualificate alla fase interregionale per il titolo di "Campione dell'Italia Liberata". Il campionato inizialmente avrebbe dovuto cominciare nel novembre 1944 ma per problemi organizzativi poté partire solo nel gennaio 1945.
Il Comitato Regionale Laziale decise di ammettere al campionato romano di Divisione Nazionale 1944-1945 solo le otto società aventi diritto (in quanto con titolo sportivo di A, B o C), escludendo Trastevere ed Elettronica che erano state ammesse al campionato 1943-1944 pur non avendone diritto (avendo titolo sportivo di Prima Divisione). Tuttavia nel frattempo si ebbero gli scioglimenti dei Vigili del Fuoco e dell'Avia che comportarono degli sconvolgimenti. I dirigenti dell'Avia, insieme ad alcuni elementi dei Vigili del Fuoco, fondarono l'Italia Libera che fu ammessa in Divisione Nazionale nel posto lasciato vacante dall'Avia (essendole stato riconosciuto il titolo sportivo di quest'ultima), mentre il Comitato Regionale Laziale indisse nell'ottobre 1944 un torneo di qualificazione tra Trastevere, STEFER e Trionfale con in palio il posto lasciato vacante dai Vigili del Fuoco: prevalse il Trastevere che fu così riammesso in Divisione Nazionale.
Nel novembre 1944 il campionato non partì ma si disputò in suo luogo un torneo precampionato, la Coppa città di Roma. Solo al termine di tale torneo, nel gennaio 1945 poté partire il campionato romano di Divisione Nazionale che finì a maggio con la vittoria della Roma che si qualificò alle finali interregionali insieme alla Lazio e all'Italia Libera (seconde a pari merito dato che il quoziente reti era stato abolito). Tuttavia problemi organizzativi (tra cui l'eccessivo protrarsi dei campionati regionali) impedirono l'effettuazione delle finali interregionali (a eliminazione diretta con la partecipazione di sedici squadre centromeridionali) e così il titolo di Campione dell'Italia Liberata rimase inassegnato.

## Qualificazioni

### Classifica finale
|  | Pos. | Squadra        | Pt | G | V | N | P | GF | GS | DR |
|  | ---- | -------------- | -- | - | - | - | - | -- | -- | -- |
|  | 1.   | Trastevere     | 3  | 2 | 1 | 1 | 0 | 3  | 2  | +1 |
|  | 2.   | STEFER Roma    | 2  | 2 | 1 | 0 | 1 | 3  | 2  | +1 |
|  | 3.   | Trionfale Roma | 1  | 2 | 0 | 1 | 1 | 1  | 3  | -2 |

Legenda:
      Qualificato al campionato romano di Divisione Nazionale.
Regolamento:
Due punti a vittoria, uno a pareggio, zero a sconfitta.

### Risultati
|             | Risultati |             | Luogo e data          |
| ----------- | --------- | ----------- | --------------------- |
| Trastevere  | 2-1       | STEFER Roma | Roma, 14 ottobre 1944 |
| Trastevere  | 1-1       | Trionfale   | Roma, 21 ottobre 1944 |
| STEFER Roma | 2-0       | Trionfale   | Roma, 29 ottobre 1944 |
|             |           |             |                       |

## Squadre partecipanti
| Club           | Stagione | Stagione precedente                 |
| -------------- | -------- | ----------------------------------- |
| Ala Italiana   | dettagli | 3ª nel Campionato romano di guerra  |
| Albaerotecnica | dettagli | 8ª nel Campionato romano di guerra  |
| Italia Libera  | dettagli | -                                   |
| Juventus Roma  | dettagli | 5ª nel Campionato romano di guerra  |
| Lazio          | dettagli | 1ª nel Campionato romano di guerra  |
| MATER          | dettagli | 4ª nel Campionato romano di guerra  |
| Roma           | dettagli | 2ª nel Campionato romano di guerra  |
| Trastevere     | dettagli | 10ª nel Campionato romano di guerra |

## Classifica finale
| Pos. | Squadra        | Pt | G  | V  | N | P | GF | GS |
| ---- | -------------- | -- | -- | -- | - | - | -- | -- |
| 1.   | Roma           | 22 | 14 | 10 | 2 | 2 | 29 | 9  |
| 2.   | Lazio          | 18 | 14 | 8  | 2 | 4 | 29 | 8  |
| 2.   | Italia Libera  | 18 | 14 | 7  | 4 | 3 | 13 | 8  |
| 4.   | Juventus Roma  | 17 | 14 | 7  | 3 | 4 | 17 | 16 |
| 5.   | Albaerotecnica | 11 | 14 | 4  | 3 | 7 | 18 | 27 |
| 6.   | MATER          | 9  | 14 | 3  | 3 | 8 | 20 | 31 |
| 6.   | Ala Italiana   | 9  | 14 | 3  | 3 | 8 | 11 | 30 |
| 8.   | Trastevere     | 8  | 14 | 3  | 2 | 9 | 15 | 23 |

## Risultati

### Tabellone
|                | Ala  | Alb  | Ita  | Juv  | Laz  | MAT  | Rom  | Tra  |
| -------------- | ---- | ---- | ---- | ---- | ---- | ---- | ---- | ---- |
| Ala Italiana   | –––– | 2-1  | 0-1  | 2-2  | 1-1  | 0-2  | 0-3  | 2-1  |
| Albaerotecnica | 3-0  | –––– | 1-0  | 0-3  | 2-5  | 4-3  | 1-3  | 1-1  |
| Italia Libera  | 2-0  | 2-1  | –––– | 0-1  | 1-0  | 1-0  | 1-1  | 2-1  |
| Juventus Roma  | 1-1  | 2-1  | 0-0  | –––– | 0-1  | 3-2  | 1-4  | 0-1  |
| Lazio          | 4-0  | 4-0  | 0-0  | 1-2  | –––– | 6-0  | 2-0  | 3-0  |
| MATER          | 6-1  | 1-1  | 0-0  | 0-1  | 1-0  | –––– | 1-2  | 2-2  |
| Roma           | 2-0  | 0-0  | 2-3  | 3-0  | 1-0  | 4-0  | –––– | 2-0  |
| Trastevere     | 1-2  | 1-2  | 1-0  | 0-1  | 0-2  | 6-2  | 0-2  | –––– |

### Calendario
| andata (1ª) | andata (1ª) | 1ª giornata             | ritorno (8ª) | ritorno (8ª) |
|             |             |                         |              |              |
| 20 gen.     | 2-1         | Ala Italiana-Trastevere | 2-1          | 26 mar.      |
| 21 gen.     | 1-0         | Italia Libera-MATER     | 0-0          | 24 mar.      |
| 21 gen.     | 1-4         | Juventus Roma-Roma      | 0-3          | 25 mar.      |
| 21 gen.     | 4-0         | Lazio-Albaerotecnica    | 5-2          | 25 mar.      |

| andata (2ª) | andata (2ª) | 2ª giornata                  | ritorno (9ª) | ritorno (9ª) |
|             |             |                              |              |              |
| 27 gen.     | 2-1         | Italia Libera-Albaerotecnica | 0-1          | 31 mar.      |
| 17 mar.     | 1-0         | MATER-Lazio                  | 0-6          | 1º apr.      |
| 28 gen.     | 2-0         | Roma-Ala Italiana            | 3-0          | 1º apr.      |
| 28 gen.     | 0-1         | Trastevere-Juventus Roma     | 1-0          | 1º apr.      |

| andata (1ª) | andata (1ª) | 1ª giornata             | ritorno (8ª) | ritorno (8ª) |
|             |             |                         |              |              |
| 20 gen.     | 2-1         | Ala Italiana-Trastevere | 2-1          | 26 mar.      |
| 21 gen.     | 1-0         | Italia Libera-MATER     | 0-0          | 24 mar.      |
| 21 gen.     | 1-4         | Juventus Roma-Roma      | 0-3          | 25 mar.      |
| 21 gen.     | 4-0         | Lazio-Albaerotecnica    | 5-2          | 25 mar.      |

| andata (2ª) | andata (2ª) | 2ª giornata                  | ritorno (9ª) | ritorno (9ª) |
|             |             |                              |              |              |
| 27 gen.     | 2-1         | Italia Libera-Albaerotecnica | 0-1          | 31 mar.      |
| 17 mar.     | 1-0         | MATER-Lazio                  | 0-6          | 1º apr.      |
| 28 gen.     | 2-0         | Roma-Ala Italiana            | 3-0          | 1º apr.      |
| 28 gen.     | 0-1         | Trastevere-Juventus Roma     | 1-0          | 1º apr.      |

| andata (3ª) | andata (3ª) | 3ª giornata                 | ritorno (10ª) | ritorno (10ª) |
|             |             |                             |               |               |
| 10 feb.     | 2-1         | Ala Italiana-Albaerotecnica | 0-3           | 7 apr.        |
| 11 feb.     | 3-2         | Juventus Roma-MATER         | 1-0           | 8 apr.        |
| 11 feb.     | 3-0         | Lazio-Trastevere            | 2-0           | 7 apr.        |
| 11 feb.     | 2-3         | Roma-Italia Libera          | 1-1           | 9 apr.        |

| andata (4ª) | andata (4ª) | 4ª giornata                | ritorno (11ª) | ritorno (11ª) |
|             |             |                            |               |               |
| 18 feb.     | 1-3         | Albaerotecnica-Roma        | 0-0           | 22 apr.       |
| 18 feb.     | 2-0         | Italia Libera-Ala Italiana | 1-0           | 21 apr.       |
| 18 feb.     | 1-2         | Lazio-Juventus Roma        | 1-0           | 22 apr.       |
| 17 feb.     | 2-2         | MATER-Trastevere           | 2-6           | 22 apr.       |

| andata (3ª) | andata (3ª) | 3ª giornata                 | ritorno (10ª) | ritorno (10ª) |
|             |             |                             |               |               |
| 10 feb.     | 2-1         | Ala Italiana-Albaerotecnica | 0-3           | 7 apr.        |
| 11 feb.     | 3-2         | Juventus Roma-MATER         | 1-0           | 8 apr.        |
| 11 feb.     | 3-0         | Lazio-Trastevere            | 2-0           | 7 apr.        |
| 11 feb.     | 2-3         | Roma-Italia Libera          | 1-1           | 9 apr.        |

| andata (4ª) | andata (4ª) | 4ª giornata                | ritorno (11ª) | ritorno (11ª) |
|             |             |                            |               |               |
| 18 feb.     | 1-3         | Albaerotecnica-Roma        | 0-0           | 22 apr.       |
| 18 feb.     | 2-0         | Italia Libera-Ala Italiana | 1-0           | 21 apr.       |
| 18 feb.     | 1-2         | Lazio-Juventus Roma        | 1-0           | 22 apr.       |
| 17 feb.     | 2-2         | MATER-Trastevere           | 2-6           | 22 apr.       |

| andata (5ª) | andata (5ª) | 5ª giornata                 | ritorno (12ª) | ritorno (12ª) |
|             |             |                             |               |               |
| 25 feb.     | 1-1         | Ala Italiana-Lazio          | 0-4           | 29 apr.       |
| 24 feb.     | 1-1         | Albaerotecnica-Trastevere   | 2-1           | 29 apr.       |
| 24 feb.     | 0-1         | Italia Libera-Juventus Roma | 0-0           | 28 apr.       |
| 25 feb.     | 4-0         | Roma-MATER                  | 2-1           | 29 apr.       |

| andata (6ª) | andata (6ª) | 6ª giornata                | ritorno (13ª) | ritorno (13ª) |
|             |             |                            |               |               |
| 4 mar.      | 1-1         | Juventus Roma-Ala Italiana | 2-2           | 6 mag.        |
| 3 mar.      | 1-1         | MATER-Albaerotecnica       | 3-4           | 5 mag.        |
| 4 mar.      | 2-0         | Lazio-Roma                 | 0-1           | 6 mag.        |
| 4 mar.      | 1-0         | Trastevere-Italia Libera   | 1-2           | 7 mag.        |

| andata (5ª) | andata (5ª) | 5ª giornata                 | ritorno (12ª) | ritorno (12ª) |
|             |             |                             |               |               |
| 25 feb.     | 1-1         | Ala Italiana-Lazio          | 0-4           | 29 apr.       |
| 24 feb.     | 1-1         | Albaerotecnica-Trastevere   | 2-1           | 29 apr.       |
| 24 feb.     | 0-1         | Italia Libera-Juventus Roma | 0-0           | 28 apr.       |
| 25 feb.     | 4-0         | Roma-MATER                  | 2-1           | 29 apr.       |

| andata (6ª) | andata (6ª) | 6ª giornata                | ritorno (13ª) | ritorno (13ª) |
|             |             |                            |               |               |
| 4 mar.      | 1-1         | Juventus Roma-Ala Italiana | 2-2           | 6 mag.        |
| 3 mar.      | 1-1         | MATER-Albaerotecnica       | 3-4           | 5 mag.        |
| 4 mar.      | 2-0         | Lazio-Roma                 | 0-1           | 6 mag.        |
| 4 mar.      | 1-0         | Trastevere-Italia Libera   | 1-2           | 7 mag.        |

| \| andata (7ª) \| andata (7ª) \| 7ª giornata \| ritorno (14ª) \| ritorno (14ª) \| \| \| \| \| \| \| \| 10 mar. \| 1-0 \| Italia Libera-Lazio \| 0-0 \| 13 mag. \| \| 11 mar. \| 2-1 \| Juventus Roma-Albaerotecnica \| 3-0 \| 13 mag. \| \| 10 mar. \| 6-1 \| MATER-Ala Italiana \| 2-0 \| 20 mag. \| \| 11 mar. \| 2-0 \| Roma-Trastevere \| 2-0 \| 13 mag. \| |             |                              |               |               |
| andata (7ª) | andata (7ª) | 7ª giornata                  | ritorno (14ª) | ritorno (14ª) |
| |             |                              |               |               |
| 10 mar. | 1-0         | Italia Libera-Lazio          | 0-0           | 13 mag.       |
| 11 mar. | 2-1         | Juventus Roma-Albaerotecnica | 3-0           | 13 mag.       |
| 10 mar. | 6-1         | MATER-Ala Italiana           | 2-0           | 20 mag.       |
| 11 mar. | 2-0         | Roma-Trastevere              | 2-0           | 13 mag.       |

| andata (7ª) | andata (7ª) | 7ª giornata                  | ritorno (14ª) | ritorno (14ª) |
|             |             |                              |               |               |
| 10 mar.     | 1-0         | Italia Libera-Lazio          | 0-0           | 13 mag.       |
| 11 mar.     | 2-1         | Juventus Roma-Albaerotecnica | 3-0           | 13 mag.       |
| 10 mar.     | 6-1         | MATER-Ala Italiana           | 2-0           | 20 mag.       |
| 11 mar.     | 2-0         | Roma-Trastevere              | 2-0           | 13 mag.       |

## Statistiche

### Squadre

#### Capoliste solitarie
|    | —— | ——         | ——         | —— | ——            | ——            | ——   | ——   | ——   | ——   | ——   | ——   | ——   | —— |  |
|    |    | It. Libera | It. Libera |    | Juventus Roma | Juventus Roma | Roma | Roma | Roma | Roma | Roma | Roma | Roma |    |  |
|    |    |            |            |    |               |               |      |      |      |      |      |      |      |    |  |
|    |    |            |            |    |               |               |      |      |      |      |      |      |      |    |  |
| 1ª | 2ª | 3ª         | 4ª         | 5ª | 6ª            | 7ª            | 8ª   | 9ª   | 10ª  | 11ª  | 12ª  | 13ª  | 14ª  |    |  |